# ایهور کولیادا
ایهور کولیادا (اوکراینی: Ігор Васильович Коляда؛ زادهٔ ۷ نوامبر ۱۹۶۴) بازیکن فوتبال اهل اوکراین است.
از باشگاه‌هایی که در آن بازی کرده‌است می‌توان به باشگاه فوتبال کریفباس کریفیی ریه، باشگاه فوتبال تمپ شپتیفکا، و باشگاه فوتبال متالورگ زاپروژیا اشاره کرد.